# Magritte ou La leçon de choses
Magritte ou La leçon de choses è un documentario cortometraggio del 1960 diretto da Luc de Heusch e basato sulla vita del pittore belga René Magritte.